# Allende (geslacht)
Allende is een geslacht van spinnen uit de  familie van de Tetragnathidae (Strekspinnen).

## Soorten
- Allende longipes (Nicolet, 1849)
- Allende nigrohumeralis (F. O. P.-Cambridge, 1899)
- Allende patagiatus (Simon, 1901)
- Allende puyehuensis Álvarez-Padilla, 2007